# D-aminokiselina dehidrogenaza
-aminokiselina dehidrogenaza (EC 1.4.99.1, D-amino-kiselina:(akceptor) oksidoreduktaza (deaminacija)) je enzim sa sistematskim imenom D-aminokiselina:akceptor oksidoreduktaza (deaminacija). Ovaj enzim katalizuje sledeću hemijsku reakciju
-aminokiselina + H2O + akceptor {\displaystyle \rightleftharpoons } 2-okso karboksilat + NH3 + redukovani akceptor
Ovaj enzim je flavoprotein (FAD). On deluje u manjoj meri na sve D-aminokiseline, izuzev D-aspartata i D-glutamata.

## Literatura
- Nicholas C. Price; Lewis Stevens (1999). Fundamentals of Enzymology: The Cell and Molecular Biology of Catalytic Proteins (Third изд.). USA: Oxford University Press. ISBN 019850229X.
- Eric J. Toone (2006). Advances in Enzymology and Related Areas of Molecular Biology, Protein Evolution (Volume 75 изд.). Wiley-Interscience. ISBN 0471205036.
- Branden C; Tooze J. Introduction to Protein Structure. New York, NY: Garland Publishing. ISBN 0-8153-2305-0.
- Irwin H. Segel. Enzyme Kinetics: Behavior and Analysis of Rapid Equilibrium and Steady-State Enzyme Systems (Book 44 изд.). Wiley Classics Library. ISBN 0471303097.

## Spoljašnje veze
- D-amino-acid+dehydrogenase на 